# رساله‌پور
رساله‌پور (به انگلیسی: Risalapur) یک منطقهٔ مسکونی در پاکستان است که در پنجاب واقع شده‌است. رساله‌پور ۱۷۱ متر بالاتر از سطح دریا واقع شده‌است.